# Kostel svatého Jiří (Brušperk)
Kostel svatého Jiří v Brušperku je nejstarší doposud stojící středověkou stavbou ve městě. 

## Historie
Kostel sv. Jiří již po staletí tvoří nezaměnitelnou dominantu panoramatu města. Jedná se o jednu z nejvýznamnějších kulturních památek v Brušperku a zdejší nejstarší doposud stojící budovu. Původ tohoto svatostánku je kvůli absenci historických pramenů zahalen tajemstvím. První písemná zmínka se objevuje roku 1305 v listině olomouckého biskupa Jana VI. Kostel je však s naprostou jistotou starší a vybudován mohl být již zároveň se založením města někdy mezi lety 1267–1269 asi v roce 1269. Za dlouhá staletí své existence prošel řadou velkých změn, které mu postupně vtiskly podobu, kterou známe.
Původní kostelní budova ze 13. století se do dnešní doby nedochovala a neznáme tak ani její podobu. Zbourána byla pravděpodobně na konci 14. století, kdy na jejím místě došlo k vybudování nové gotické budovy s trojlodní dispozicí a apsidovým závěrem, která tvoří nejstarší jádro kostela. Asi nejviditelnějším pozůstatkem této gotické zástavby je dodnes vstupní portál s lomeným obloukem. V této podobě poté kostel setrval přibližně 200 let až do let 1577–1580, kdy došlo k vybudování čtverhranné renesanční věže, která se stala jeho dominantou. Zajímavostí přitom je, že v této době byl Brušperk s nejvyšší pravděpodobností protestantským městem, kterým zůstal až do období rekatolizace v 17. století.
Během třicetileté války byl Brušperk třikrát obsazen a vydrancován, na území města byla dokonce v nedávné době objevena i dělostřelecká koule z této doby. Konce války se město dočkalo silně poškozené a z velké části vylidněné. Z této pohromy se následně vzpamatovávalo po desítky let. Škody se přitom podle všeho dotkly i kostela sv. Jiří, jehož poničená kostelní věž byla opravena roku 1672. V této době se již ovšem pomalu blížilo období jeho největšího rozkvětu.
Spolu s mohutným rozvojem města v průběhu 18. století došlo i k výrazným stavebním úpravám kostela. Věž získala svou dnešní cibulovou střechu, staré gotické trojlodí bylo upraveno, zaklenuto a v letech 1744–1774 doplněno dvěma kruhovými kaplemi, roku 1757 byla vybudována kruchta a roku 1765 pak věžní schody. Změny se dočkal také interiér, který byl nahrazen dobovou výmalbou. V okolí kostela v této době vznikla křížová cesta, která později v průběhu 19. století dostala svou nynější podobu. Někdy v polovině zmíněného století byl do ohradní zdi kostela zapuštěn kamenný krucifix, ke kterému se nakonec roku 1915 přidaly i sochy sv. Cyrila a Metoděje.
Tak jak bylo zcela běžné, kolem kostela se po stovky let nacházel také městský hřbitov. Spolu s rozvojem medicíny a hygienických nařízení se však pohřbívání uvnitř měst začalo zakazovat. V Brušperku se u kostela pohřbívalo až do první čtvrtiny 19. století, kdy se začal využívat nový hřbitov, umístěný mimo tehdejší zástavbu